# Raxen
Raxen ist ein Ort im Oberen Mürztal in der Steiermark wie auch Ortschaft der Gemeinde Neuberg an der Mürz im Bezirk Bruck-Mürzzuschlag.

## Geographie
Raxen befindet sich 6 Kilometer nordnordöstlich von Mürzzuschlag und 8½ km östlich von Neuberg.
Die Streusiedlung Raxen liegt im oberen Tal des Raxenbachs (Raxengraben genannt), an der Straße nach Reichenau im Schwarzatal. Zum Ortschaftsgebiet gehören die Häuser an der Preinergscheidstraße (L103/L135) und an der Sonnleiten (Sonnleitnerweg) einschließlich der dortigen zerstreuten Häuser Preiner Gscheid, die Streulagen Koglergraben (10 Häuser) und die zerstreuten Häuser Rax auf dem Raxmassiv (13 Häuser), darunter insbesondere die Reißtalerhütte (nicht bewirtschaftet), das Karl-Ludwig-Haus und das Waxriegelhaus (direkt an der Landesgrenze), sowie auch die Ortslage Waldbach südlich (5 Häuser). Zusammen umfasst die Ortschaft etwa 45 Adressen mit ebenso vielen ständigen Einwohnern.
Zum Ortschaftsgebiet gehören auch etliche Almen an der Rax (Hauptgipfel Heukuppe mit 2007 m ü. A.) wie auch südlich an der Großen Scheibe (1473 m ü. A.). 
| Altenberg (O)                    | Graben (O, Gem. Schwarzau im Gebirge) Rax ∗ Koglergraben | Kleinau (O, Gem. Reichenau a.d.Rax)                          |
| Mitterbach (O Stojen) Stojen (O) | Kompassrose, die auf Nachbargemeinden zeigt              | Preiner Gscheid Prein an der Rax (O, Gem. Reichenau a.d.Rax) |
| Kohleben (O, Gem. Mürzzuschlag)  | Waldbach                                                 | Spital am Semmering (O, Gem. Spital a.Sem.)                  |

∗ Ortsname in Schwarzau: Rax-Plateau

## Geschichte
Die Talung erscheint schon 1314 als in der Rachsen, 1327 als vallis (aqua) Rehisen. Es bildet die Stammfassung der Namen hier, ihre Einwohner hießen wohl die Rehsener, die Rax selbst erscheint als deren Rechsener/Rächsner albm 1345. Der Name wird auf ein mittelhochdeutsches Rahsen(e), zu althochdeutsch rahhisön ‚sich räuspern, heftig spucken‘ zurückgeführt, verwandt mit racho ‚Rachen‘, in der Bedeutung wohl auf die Wasserführung bezogen.
1824 ist der Ort als Grenzort des Herzogtums Steiermark zu Österreich mit 24 Häusern erwähnt, 1885 mit 23 Häusern und 208 Einwohnern.